# Megarhyssa laniaria
Megarhyssa laniaria là một loài tò vò trong họ Ichneumonidae.